# Virgil Donati
Virgil Donati (* 22. října 1958) je australský bubeník italského původu. Od roku 2000 vystupuje spolu s klávesistou Derekem Sherinianem ve skupině Planet X a také v souboru CAB, který vede kytarista Alex Machacek. V letech 2013 a 2014 spolupracoval se skupinou UK. V roce 2013 nahrál album Aftershocks s českým hudebníkem Michaelem Kocábem.